# Ратсаданай
Ратсаданай (1874–1945) — останній, дванадцятий володар королівства Тямпасак. Правив спочатку під сіамським суверенітетом, а потім — під французьким протекторатом.

## Біографія
Був старшим сином короля Кхам Сука. Освіту здобував у Бангкоку.
У липні 1900 року після смерті батька Ратсаданай за наказом сіамського короля Чулалонгкорна зайняв трон Тямпасаку. На той момент землі Тямпасаку були розділені на дві частини: східна перебувала під владою французів, а більша частина разом зі столицею залишалася сіамською. Король Ратсаданай звернувся до французів по допомогу в об'єднанні держави. Тоді Франція, натиснувши на сіамський уряд, домоглась поступок. У вересні 1904 року Тямпасак було включено до складу Французького Індокитаю в якості нової провінції. Ратсаданай залишився губернатором, зберігши всі звання та титули. 1934 року йому запропонували піти у відставку за віком.
Під час французько-таїландської війни 1940—1941 років тайцям вдалось відвоювати Тямпасак та повернути Ратсаданая на пост губернатора. За посередництва Японії французи відмовились від своїх територій у Південно-Східній Азії та 9 травня 1941 року французькі війська залишили Тямпасак. Однак після поразки японців та їхніх союзників тайців у Другій світовій війні 14 вересня 1945 року син Ратсаданая Бун Ум попрохав французів повернути збройний контингент до провінції.
Ратсаданай помер у листопаді 1945 року.